# Александровская волость (Верхнеднепровский уезд)
Александровская волость — административно-территориальная единица Верхнеднепровского уезда Екатеринославской губернии.
По состоянию на 1886 состояла из 7 поселений, 7 сельских общин. Население 1711 человек (918 мужского пола и 793 женского), 365 дворовых хозяйств.
| Собственность  | Площадь (в т. ч. пахотной) |
| -------------- | -------------------------- |
| Сельских общин | 2012 (645)                 |
| Частная        | 22 068 (6298)              |
| Другая         | 120 (53)                   |
| Всего          | 24 200 (6996)              |

Самое большое поселение:
- Александровка — село при реке Базавлук в 50 верстах от уездного города, 196 человек, 48 дворов, православная церковь.